# Жозеп Серрано
Жозеп Марі́я Серрано (кат. Josep María Serrano; нар. 11 листопада 1975, Андорра) — андоррський футболіст, воротар. Захищав кольори національної збірної Андорри, у складі якої провів 2 матчі. Став другим воротарем в історії збірної Андорри після Алфонсо Санчеза.

## Виступи за збірну
За національну збірну Андорри дебютував 22 червня 1997 року у товариському матчі проти Естонії (1:4). Свій другий і останній матч у складі збірної провів 25 червня 1997 року проти Латвії (1:4).

### Матчі за збірну
| #   | Дата       | Стадіон         | Суперник | Рахунок | Турнір           | Місце   | Голи | Жовта картка · Червона картка | Капітан |
| --- | ---------- | --------------- | -------- | ------- | ---------------- | ------- | ---- | ----------------------------- | ------- |
| 01. | 22.06.1997 | Курессааре      | Естонія  | 4—1     | Товариський матч | Естонія |      |                               |         |
| 02. | 25.06.1997 | «Даугава», Рига | Латвія   | 4—1     | Товариський матч | Латвія  |      |                               |         |